# 532

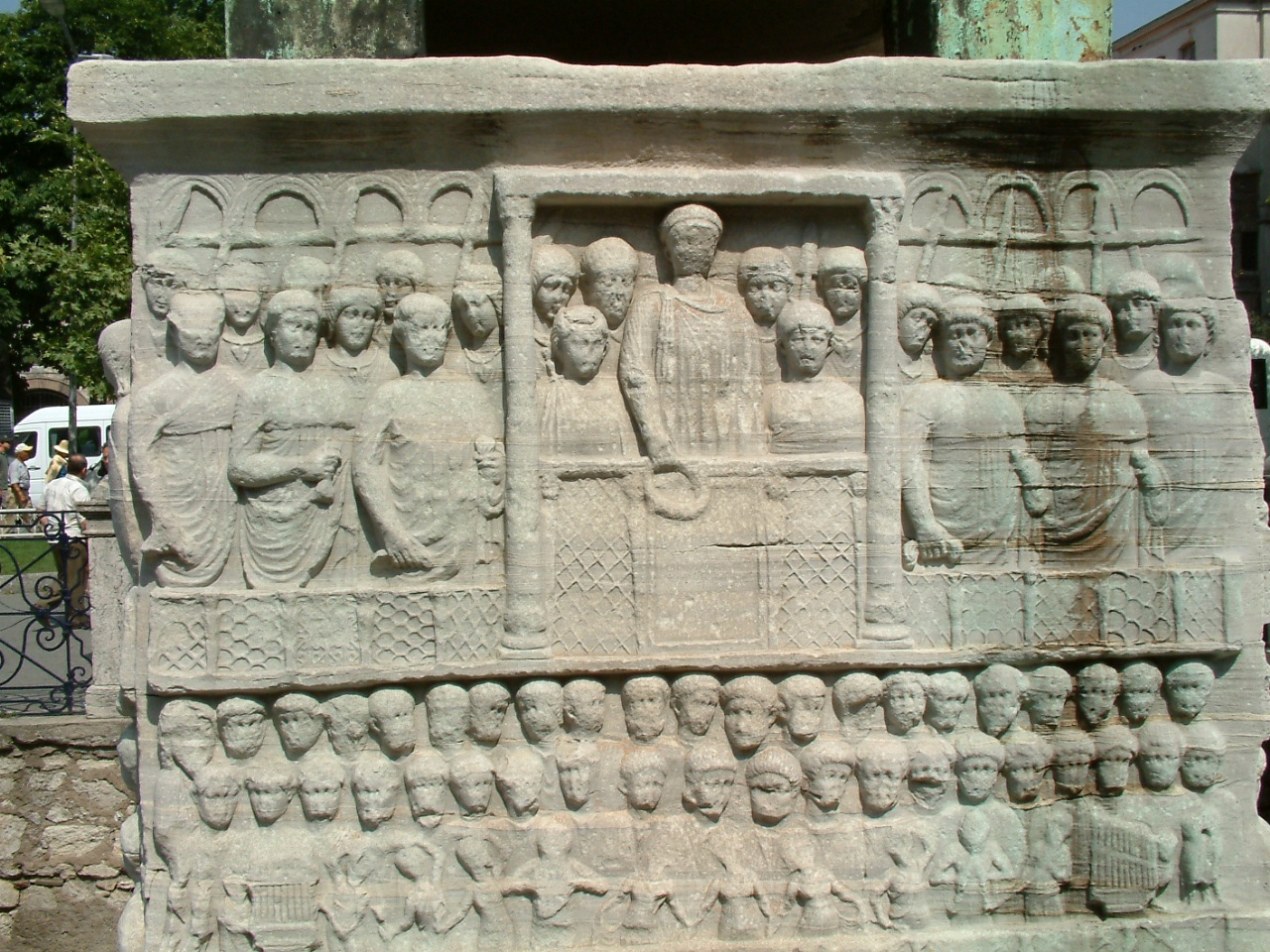
Representação do imperador Justiniano no hipódromo de Constantinopla.

| Calendário gregoriano                                                        | 532 DXXXII                      |
| Ab urbe condita                                                              | 1285                            |
| Calendário arménio                                                           | -20 – -19                       |
| Calendário bahá'í                                                            | -1312 – -1311                   |
| Calendário budista                                                           | 1076                            |
| Calendário chinês                                                            | 3228 – 3229                     |
| Calendário copta                                                             | 248 – 249                       |
| Calendário etíope                                                            | 524 – 525                       |
| Calendários hindus - Vikram Samvat - Calendário nacional indiano - Cáli Iuga | 587 – 588 453 – 454 3632 – 3633 |
| Calendário Holoceno                                                          | 10532                           |
| Calendário islâmico                                                          | 93 BH – 92 BH                   |
| Calendário judaico                                                           | 4292 – 4293                     |
| Calendário persa                                                             | 90 BP – 89 BP                   |
| Calendário rúnico                                                            | 782                             |
| Calendário solar tailandês                                                   | 1075                            |

532 (DXXXII, na numeração romana) foi um ano bissexto do século VI do Calendário Juliano, da Era de Cristo, e as suas letras dominicais foram D e C (53 semanas), teve  início a uma quinta-feira e terminou a uma sexta-feira.
| Ano completo                           |
| -------------------------------------- |
| Ano bissexto com início à quinta-feira |

## Eventos
- Dionísio, o Exíguo, em Roma, traduz para latim tabelas de cálculo da Páscoa usadas em Alexandria, cria novas para os anos seguintes, e, usando cálculos anteriores atribui ao ano 248 da Era de Diocleciano (modo de datação utilizado então em Alexandria e no Egipto, mas não em Roma) a equivalência ao ano 532 desde a encarnação de nosso Senhor Jesus Cristo, depois conhecida simplesmente por Era de Cristo e, em latim, pela abreviatura AD de Anno Domini ou Ano do Senhor. A divulgação deste cálculo a partir do século VIII, sobretudo através dos escritos do monge inglês Beda, tornará a Era de Cristo como a principal Era de referência na datação dos anos na Europa cristã da Idade Média, e depois também para as datas antes do nascimento de Cristo, com valor negativo mas sem ano 0, sistema usado noutras contagens do tempo. Na linha desse ano na tabela de cálculo Dionísio, o Exíguo indica que o domingo de Páscoa ocorreu a 11 de abril.
- janeiro - Entre os dias 11 e 18 ocorre a Revolta de Nica em Constantinopla por ocasião de corridas de carros no hipódromo da cidade na presença do imperador Justiniano.